# Chop Suey & Co.
Chop Suey & Co. é um curta-metragem norte-americano de 1919, do gênero comédia, estrelado por Harold Lloyd.

## Elenco

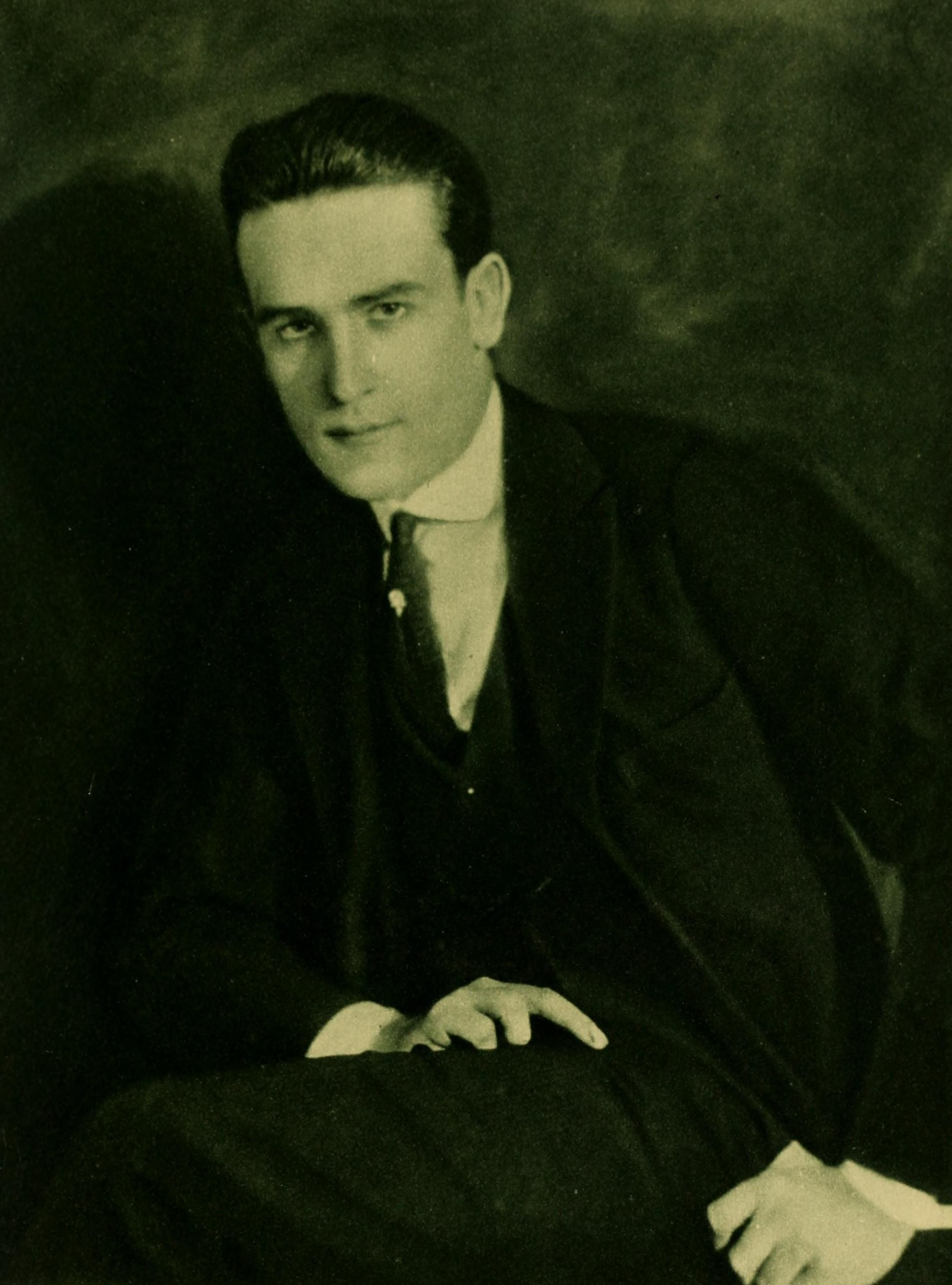
Harold Lloyd

- Harold Lloyd - o Garoto
- Snub Pollard
- Bebe Daniels
- Sammy Brooks
- Lige Conley - (como Lige Cromley)
- Wallace Howe
- Bud Jamison
- Dee Lampton
- Marie Mosquini
- Fred C. Newmeyer
- James Parrott
- Noah Young